# Celtas en Transilvania

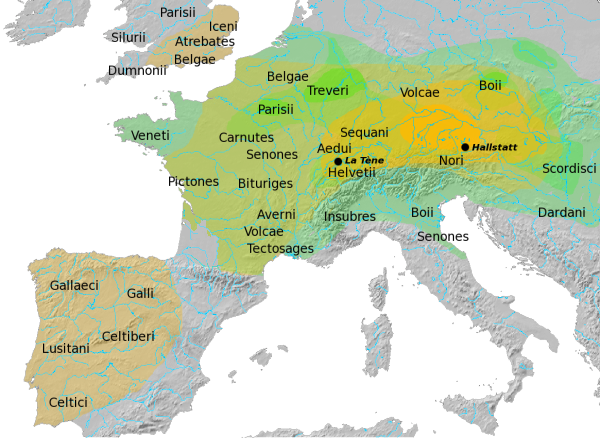
Panorama de las culturas de Hallstatt y La Tène
Núcleo de Hallstatt (800 a.C.)
Eventual área de influencia de Hallstatt (500 a.C.)
Territorio central de la cultura de La Tène (450 a.C.)
Eventual área de influencia de La Tène (250 a. C.) Los territorios de algunas de las principales tribus celtas del periodo tardío de La Tène aparecen citados

La presencia de los celtas en Transilvania se remonta al último periodo de La Tène (c. siglo IV a. C.). La excavación de la gran necrópolis de La Tène en Apahida, en el distrito de Cluj, realizada por S. Kovacs a finales del siglo XX, reveló los primeros indicios de la cultura celta en Rumanía. El yacimiento, del siglo III al II a. C., destaca por sus enterramientos de cremación y por los recipientes funerarios fabricados principalmente con ruedas.
A partir de los hallazgos arqueológicos de La Tène se puede establecer una cronología histórica de los celtas de Transilvania, pero casi no existen registros antiguos que permitan reconstruir los acontecimientos políticos de la zona. Los celtas ejercieron un dominio político-militar sobre Transilvania entre los siglos IV y II a. C. y trajeron consigo una tecnología más avanzada para trabajar el hierro. También fueron responsables de la difusión del torno de alfarero en una zona mucho más amplia que la que ellos ocupaban.

## Historia

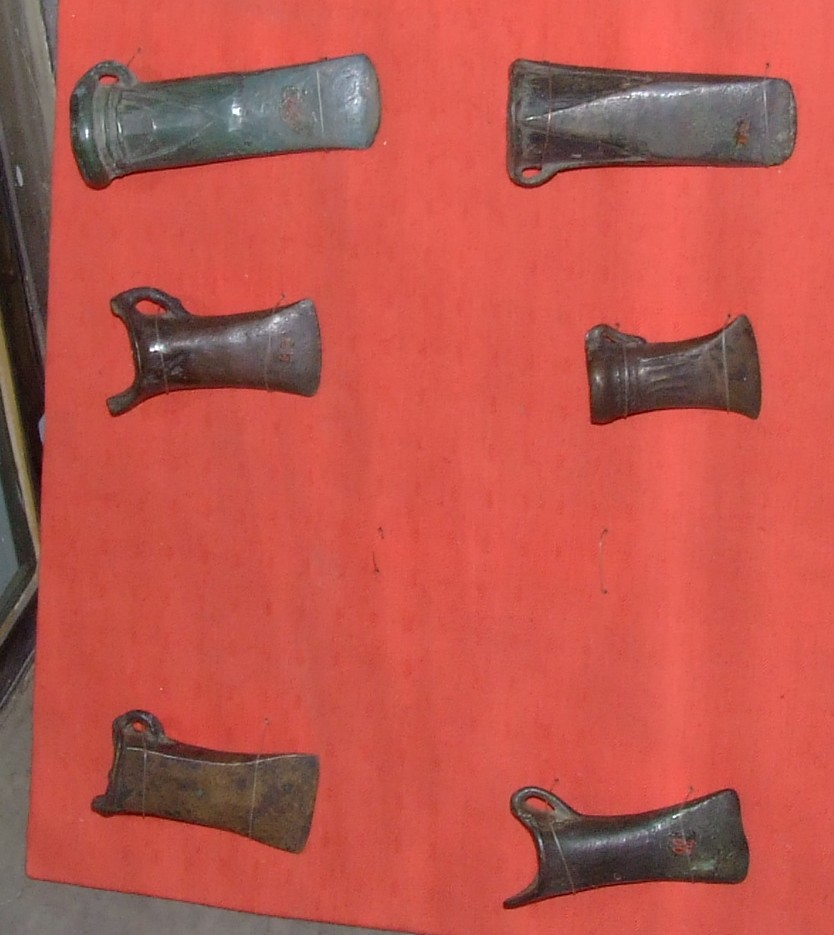
Hachas y herramientas celtas de la Edad del Bronce en Transilvania, Rumanía

Amplias zonas de la antigua Dacia, pobladas a principios de la Primera Edad del Hierro por pueblos tracios, se vieron afectadas por una migración masiva de escitas iraníes que se desplazaron de este a oeste durante la primera mitad del primer milenio antes de Cristo. Les siguió una segunda oleada igualmente numerosa de celtas, que llegaron al noroeste de Transilvania en torno al 400-350 a. C. como parte de su gran migración hacia el este. Cuando los guerreros celtas penetraron por primera vez en estos territorios, el grupo parece haberse fusionado con la población local de los primeros dacios y asimiló muchas de las tradiciones culturales de Hallstatt.

### sigloIVa.C.
En la segunda mitad del siglo IV a. C. surgió la cultura celta de La Tène Media en el noroeste y centro de Dacia, un desarrollo que se refleja especialmente en los enterramientos de la época. En Turdaş, Haţeg y Mediaş, se han descubierto artefactos celtas de esta época. En 1976, el número de yacimientos celtas encontrados en Transilvania ascendía a unos 150, lo que indica una importante población de La Tène solo superada por los dacios. Estos yacimientos son en su mayoría cementerios. Las investigaciones arqueológicas han puesto de relieve varias tumbas de guerreros con equipo militar, lo que sugiere que una fuerza militar celta de élite penetró en la región.
Los vestigios celtas se concentran en la meseta y la llanura de Transilvania, así como en la cuenca superior del Someş, mientras que los valles circundantes de Haţeg, Hunedoara, Făgăraş, Bârsa, Sfântu Gheorghe y Ciuc no tienen ni necrópolis ni asentamientos, sino solo tumbas o elementos aislados. Esto indica que los celtas ocuparon el territorio entre el Mureș y el Someş, al oeste de los montes Apuseni, y las llanuras y la meseta en el espacio intracarpático junto con el valle en la cuenca superior de Someş. No obstante, estos valles, así como los de Banato y Maramureş, también han arrojado hallazgos dacios contemporáneos.
De los cementerios celtas excavados, los más importantes son los de Ciumești y Pișcolt (distrito de Satu Mare) y Fântânele (distrito de Bistrița-Năsăud). Estos contienen más de 150 tumbas frente a la media de 50-70.

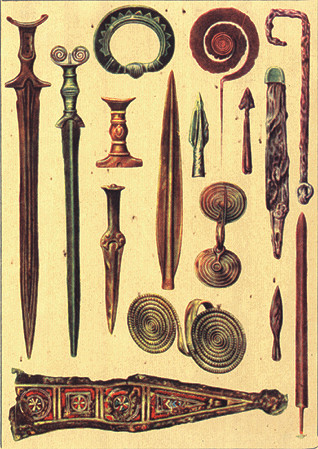
Artefactos de la Edad del Bronce y de la Edad del Hierro de Rumanía

También se han encontrado necrópolis en Sanislău (condado de Satu Mare), Curtuișeni (distrito de Bihor), Galații Bistriței (condado de Bistriţa-Năsăud) y Braşov (distrito de Braşov).
- Veintitrés de las tumbas más antiguas del extenso cementerio de Fântânele han sido datadas a principios del siglo IV antes de Cristo. Entre los cementerios celtas europeos, este es el segundo en tamaño después de Münsingen. La población geto-dacia también está representada a través de una completa gama de tipos de cerámica nativa contemporánea.[12]

- Los hallazgos de Pişcolt revelan que los habitantes de los asentamientos de la zona practicaban la inhumación, o la reutilización de un túmulo o tumba preexistente, como tipo de enterramiento.

- En el cementerio de Ciumeşti, de las 34 tumbas excavadas, 21 eran simples incineraciones en fosas, siete presentaban inhumaciones, mientras que los restos de seis incineraciones habían sido enterrados en urnas. El número y el tipo de hallazgos en las tumbas difieren en cada caso.[9] Entre el ajuar funerario destaca un casco de guerrero de hierro de tipo celta oriental, así como una lanza, un par de grebas helenísticas y un traje de cota de malla, al que se le había adosado como elemento central un pequeño disco de bronce con motivos en forma de «S» dispuestos en una serie de paneles simétricos alrededor de su borde.[13]

En Transilvania, los celtas pasaron de la inhumación a la cremación, ya sea por progresión natural o por influencia dacia. Casi sin excepción, las necrópolis estudiadas hasta ahora son birituales, aunque la cremación parece ser más frecuente que la inhumación. Los celtas de Dacia incineraron sin duda a sus muertos a partir del segundo periodo de La Tène, pero las inhumaciones celtas no parecen más antiguas que las cremaciones en fosa en ninguno de los cementerios. Es imposible decir si los celtas abandonaron la práctica de la cremación como lo hicieron los escitas. Aunque menos frecuente, la inhumación seguía siendo una práctica constante, incluso durante la última etapa de la ocupación celta de este territorio.
Los asentamientos celtas tenían un carácter rural con sitios de este tipo encontrados en Mediaș, Moreşti, (distrito de Mureș) y Ciumești.

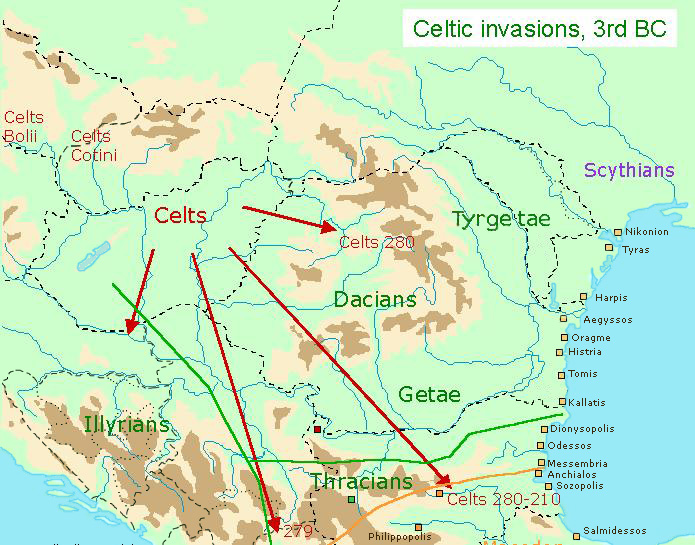
Movimientos de los celtas en Transilvania en el

La expansión de los grupos celtas en la zona puede estar relacionada con su invasión de los Balcanes en torno al año 335 a. C., cuando se produjo una colonización masiva de la llanura del Tisza y la meseta de Transilvania tras la muerte de Lisímaco. Sin embargo, el movimiento hacia el este de los celtas en Transilvania utilizó una ruta diferente a la de las hordas que atacaron los Balcanes.
Los celtas no ocuparon todas las zonas intracarpáticas de Transilvania, deteniéndose, por ejemplo, en la depresión de Maramureş, donde las excavaciones han descubierto fortificaciones dacias de los siglos IV y III a. C.. En cuanto a la influencia celta en la cultura daciogética local, Vasile Pârvan afirma que esta es totalmente deudora de las tradiciones celtas y que la «teneización» de estos tracios del norte fue un fenómeno cultural debido principalmente a la población celta que se instaló en la zona.

### Siglos III - II a.C.
Los yacimientos arqueológicos de los siglos III y II a. C. revelan un patrón de coexistencia y fusión entre los portadores de la cultura de La Tène y los indígenas dacios. Las viviendas domésticas presentan una mezcla de cerámica celta y dacia, mientras que varias tumbas celtas contienen vasijas de tipo dacio. En los yacimientos celtas de Dacia, los hallazgos demuestran que la población autóctona imitaba las formas artísticas celtas que admiraba, pero seguía siendo firme y fundamentalmente dacia en su cultura.
Los hallazgos arqueológicos dacios en la zona de Transilvania aumentan en número a partir de mediados del siglo II a. C..

### Siglos II-I a.C.
Durante la primera mitad del siglo II a. C., Pompeyo Trogo escribe en su Historiae Philippicae sobre un rey dacio, Oroles, que luchó contra las incursiones celtas. Oroles se resiste a la intrusión de los bastarnos, un pueblo que hoy se considera de origen germánico, pero que en realidad era celto-germánico y, según Livio, hablaba una lengua celta. Los bastarnos se desplazaron desde Silesia hasta lo que hoy es el centro y el norte de Moldavia.
Pompeyo Trogo, junto con Justino, también registran el aumento de la autoridad dacia antes del año 168 a. C. bajo el liderazgo del rey Rubobostes.

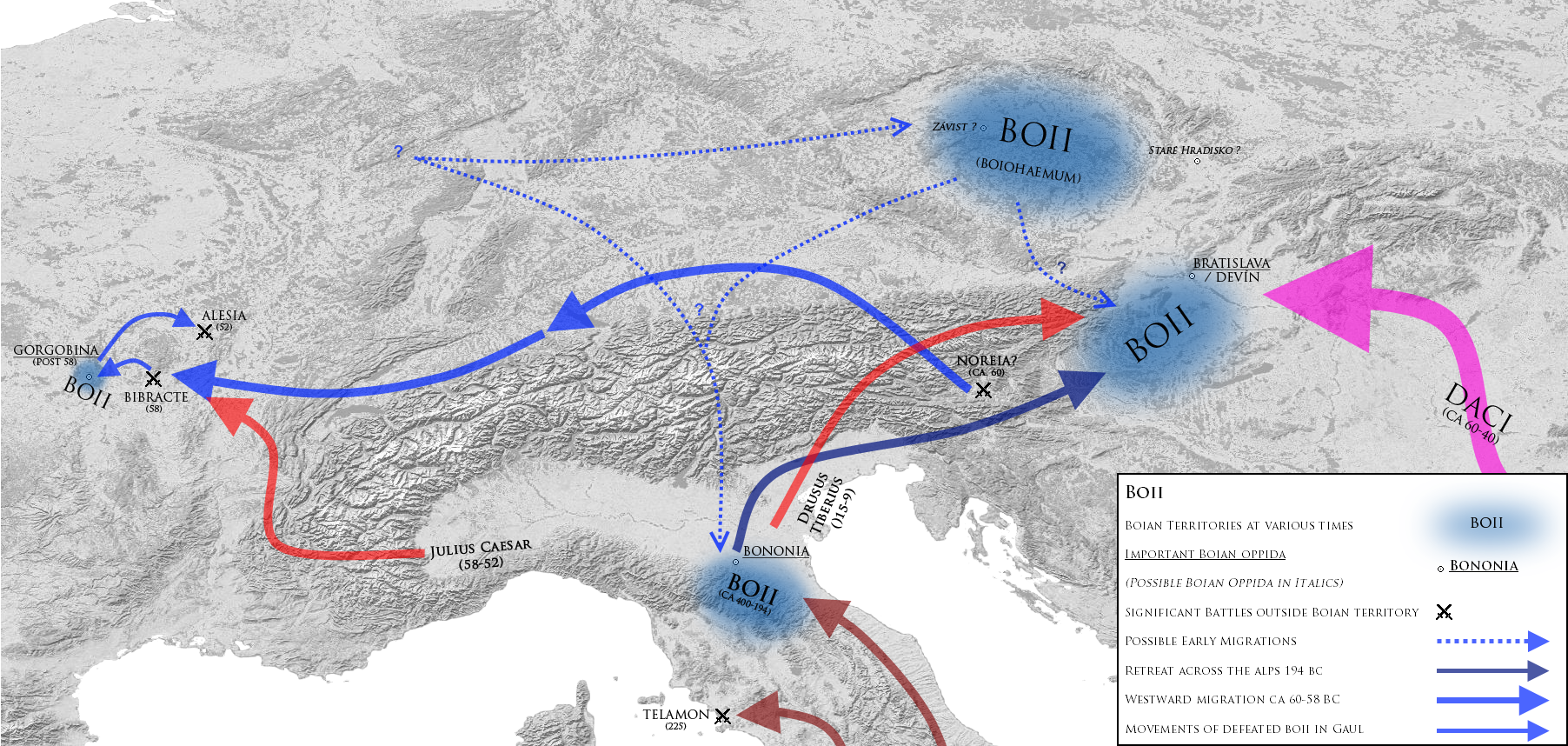
Movimientos migratorios de los boyos celtas

Hacia el año 150 a. C., el material de La Tène desaparece de la zona. Esto coincide con los escritos antiguos, que mencionan el ascenso de la autoridad dacia. Eso puso fin a la dominación celta y es posible que los celtas se vieran obligados a abandonar Dacia. Por otra parte, algunos estudiosos han postulado que los celtas de Transilvania permanecieron, pero se fusionaron con la cultura local y a partir de entonces dejaron de ser distintivos.
La frontera entre celtas y dacios cerca del río Tisza está representada en la cerámica del siglo II a. C. encontrada en Pecica, en el distrito de Arad, un próspero centro comercial en la confluencia de ambos pueblos.

### sigloIa.C.

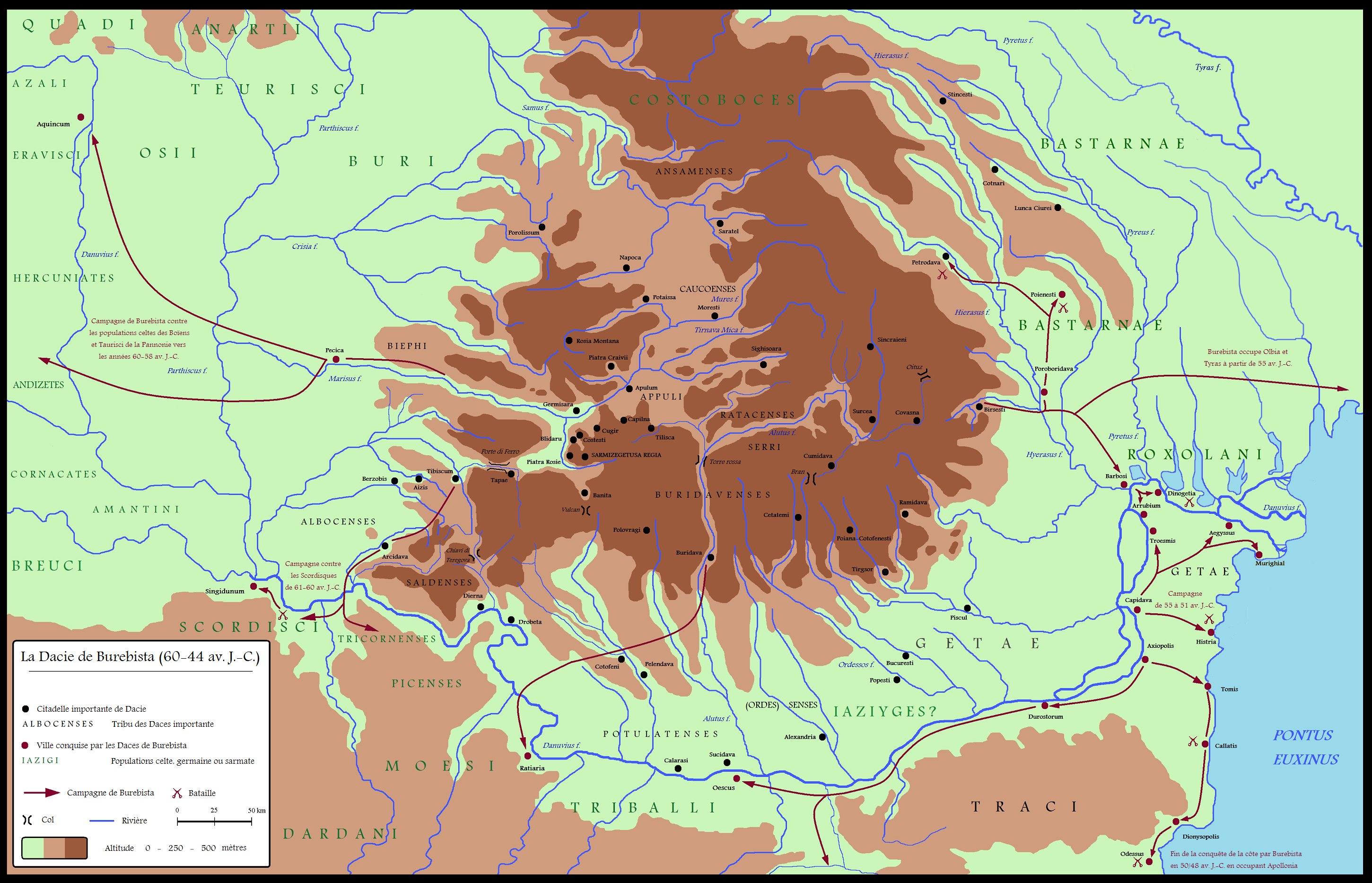
Mapa de Dacia en tiempos de Burebista (60-44 a. C.), incluyendo las campañas contra los celtas boyos y tauriscos

En el siglo I a. C. comenzó un periodo clásico de la cultura geto-dacia de La Tène, centrado en la ciudad de Sarmizegetusa Regia, en el suroeste de Transilvania. El rey dacio Burebista derrotó a las tribus celtas de boyos y tauriscos entre el 60 y el 59 a. C. Sin embargo, algunos hallazgos arqueológicos en asentamientos y fortificaciones dacios presentan vasos celtas importados y otros fabricados por alfareros dacios imitando prototipos celtas. Estos descubrimientos en yacimientos de las regiones del norte y el oeste de Transilvania demuestran que las relaciones entre los dacios y los celtas continuaron en el periodo comprendido entre el siglo I a. C. y el siglo I.
Durante la época de Burebista, los dacios se acercaron más a las poblaciones celtas restantes que cuando los celtas gobernaban Transilvania. Las pruebas del periodo anterior muestran enterramientos y asentamientos celtas con solo elementos dacios ocasionales, mientras que los asentamientos dacios con hallazgos celtas son poco frecuentes. Esta situación se invirtió tras la conquista de Burebista, cuando surgió una cultura híbrida celta-dacia distintiva en la llanura húngara y en las regiones eslovacas.
La mayoría de los celtas fueron absorbidos por la población geto-dacia y contribuyeron al desarrollo cultural dacio. Estas tribus celtas, que eran expertas en la explotación y el procesamiento del hierro, también introdujeron el torno de alfarero en la zona, contribuyendo así a acelerar el desarrollo de Dacia. En esta época, las prósperas comunidades celtas se habían extendido por todo el territorio de la actual Rumanía.

### SigloIId.C.

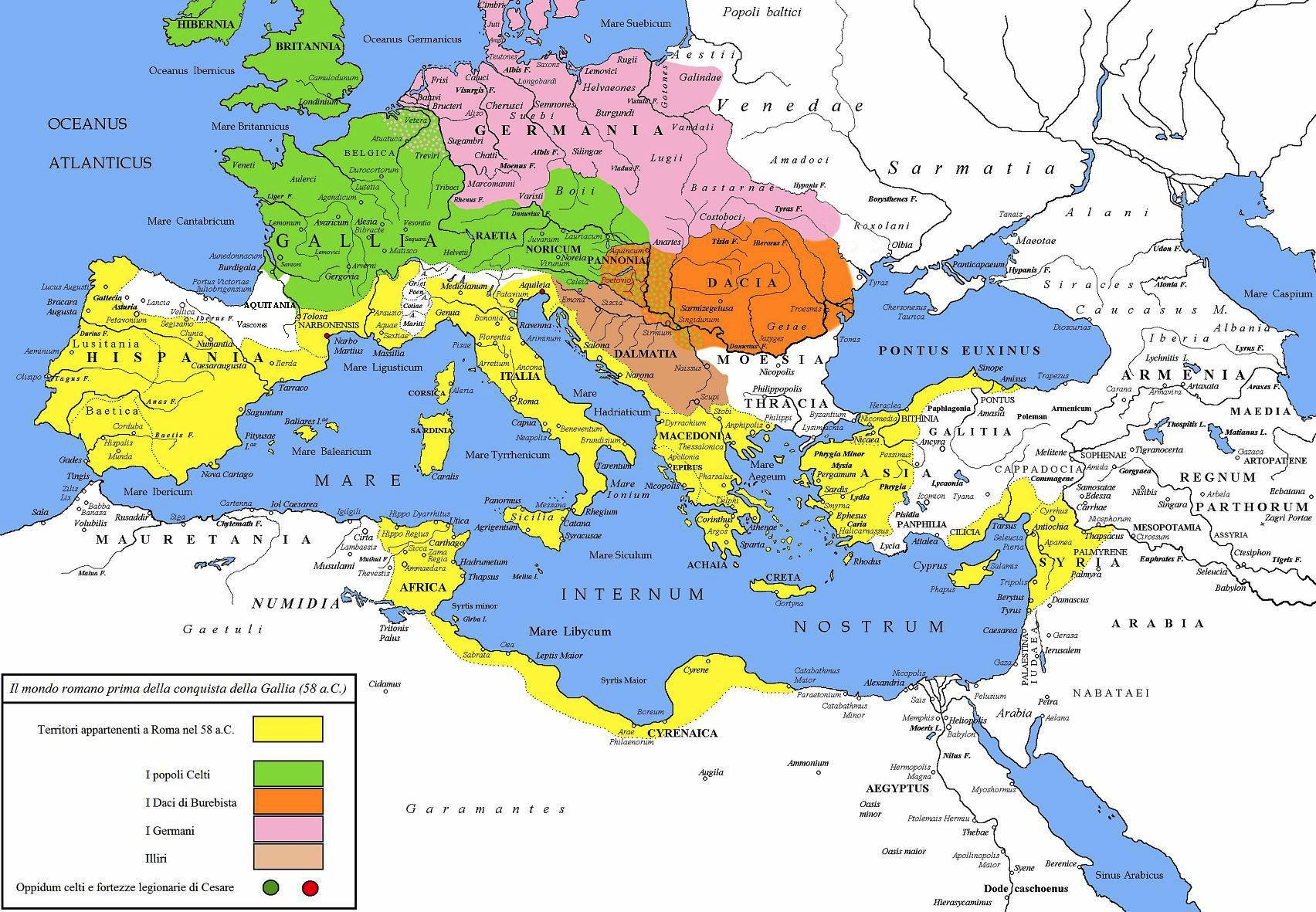
Tribus dacias (naranja) y celtas (verde) en el 58 a. C.

En el siglo II, grupos militares y civiles celtas procedentes de las provincias del imperio romano se habían trasladado a la zona de Transilvania, que también había pasado a formar parte del Imperio, como parte de la Dacia romana, en el año 106 d. C. Probablemente eran grupos de habla latina con sustrato celta que también participaron en las campañas militares romanas en Dacia.
La Dacia romana comprendía el este y el sureste de Transilvania, las regiones de Banato y Oltenia de la actual Rumanía, pero excluía el resto de la Dacia. La presencia de los celtas aquí se ilustra principalmente por la composición de las legiones y las cohortes. La Legio XIII Gemina procedía de la zona celta de Vindobona y contenía algunos elementos celtas. Las tropas procedentes de las provincias romanas celtas y germánicas eran las más numerosas de las tropas auxiliares.
Las diversas cohortes y alae Gallorum atestiguadas en diplomas e inscripciones revelan el gran número de galos que fueron reclutados por los romanos, algunos de los cuales fueron trasladados a Transilvania (por ejemplo, la Cohors II Gallorum Dacica equitata en Dacia Superior, más tarde organizada como Dacia Porolissensis). Algunas unidades fueron reclutadas de tribus galas o germánicas individuales (por ejemplo, los bátavos germánicos formaron la Cohors III Batavorum).
Las siguientes son unidades militares con algunos elementos de habla celta destinadas en esta región:
- Legio XIII Gemina: se encuentra en Apulum, nombre latino del asentamiento dacio Apulon (Alba Iulia).[32]
- Cohors I Alpinorum equitata: cuando estaban estacionados en Dacia Superior, estaban acuartelados en Sărăţeni, Mureş. Después del año 144 d. C. fueron trasladados a Călugăreni.[33]
- Destacamento militar I Vindelicorum c.R. eq: formado por los celtas vindélicos, está atestiguado en Cumidava, en el lugar de la actual Râșnov, por la inscripción Vindelicorum Cumidavensis Alexandriana.[34] Otros destacamentos del I Vindelicorum c.R. eq se ubicaron en Tibiscum.[32]
- Alpinorum y cohors VIII Raetorum se registran en Dacia superior en diplomas de 136/138 habiendo sido atestiguado en Dacia en 114 y 110 AD.[35]
- Cohors II Gallorum Dacica equitata, Dacia Superior. En Borosneul Mare Covasna se encontraron varios sellos de Ala Gallorum.[36]
- Cohors V Lingonum (lingones): se encontraban en Moigrad-Porolissum.[37]

## Tribus celtas en Transilvania

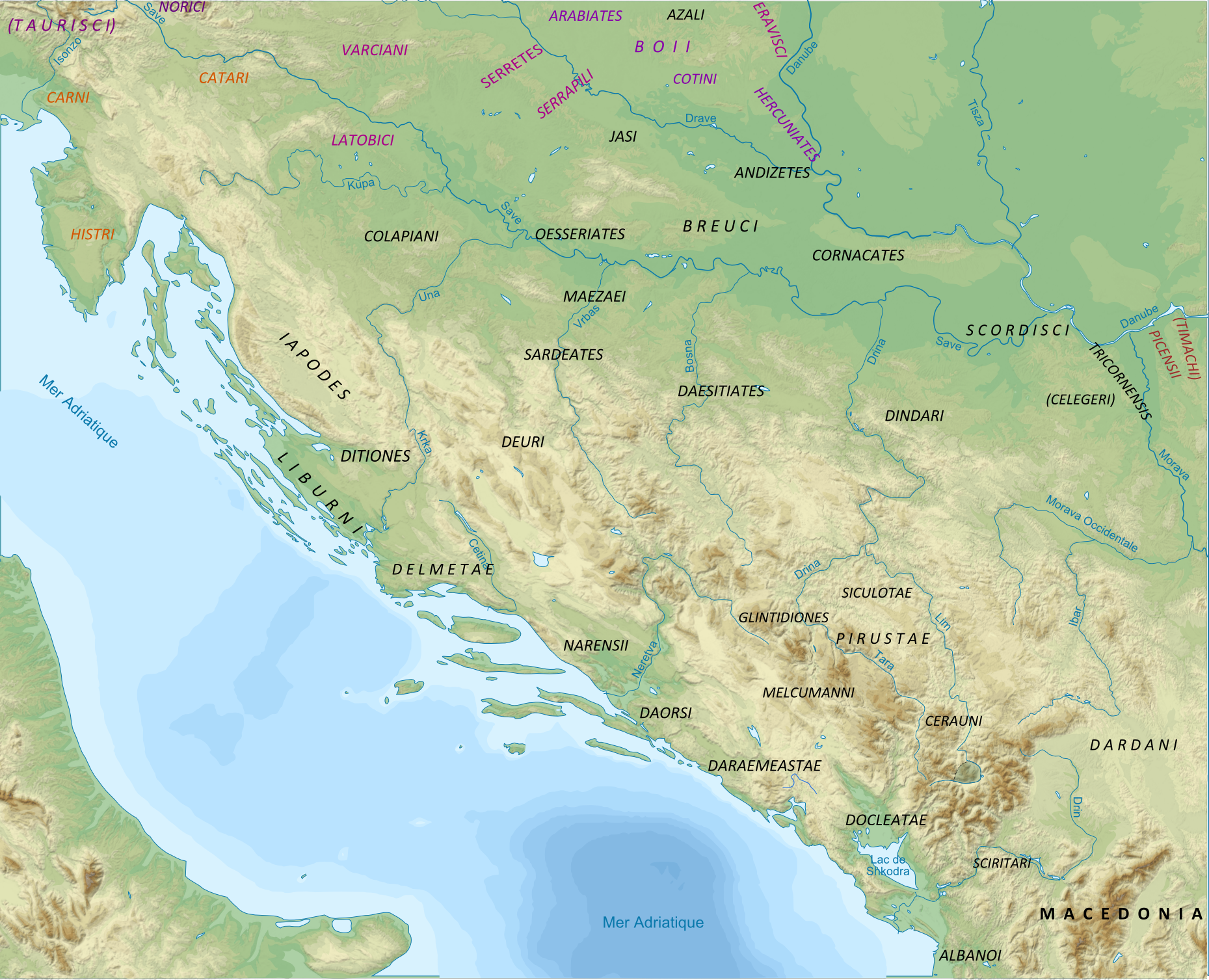
Celtas en Iliria, Panonia, incluyendo partes de Dacia

En las proximidades de la Transilvania del siglo II a. C., los celtas boyos se asentaron en la zona norte de Dunántúl, en el sur de Eslovaquia y en la región norte de Hungría, alrededor del centro de Bratislava. Los miembros de la unión tribal de los boyos, los tauriscos y los anartes vivían en el norte de Dacia, y el núcleo de la tribu anarte se encontraba en la zona del Alto Tisza. Los anartophracti del sureste de Polonia se consideran parte de los anartes. Los celtas escordiscos que habitaban al sureste de las Puertas de Hierro del Danubio pueden considerarse parte de la cultura celta transilvana. Un grupo de britogalos también se trasladó a la zona.
Los celtas penetraron primero en el oeste de Dacia y luego hasta el noroeste y el centro de Transilvania. Un gran número de hallazgos arqueológicos indican que una considerable población celta se asentó durante un largo periodo entre los nativos. Las pruebas arqueológicas demuestran que estos celtas orientales fueron absorbidos por la población geto-dacia.
Una referencia geográfica de Ptolomeo del siglo II indica que los anartes estaban asentados en el borde noroccidental de Dacia, con los teuriscos limitando al este, y más al este estaban los costobocios.

## Arte celta en Transilvania

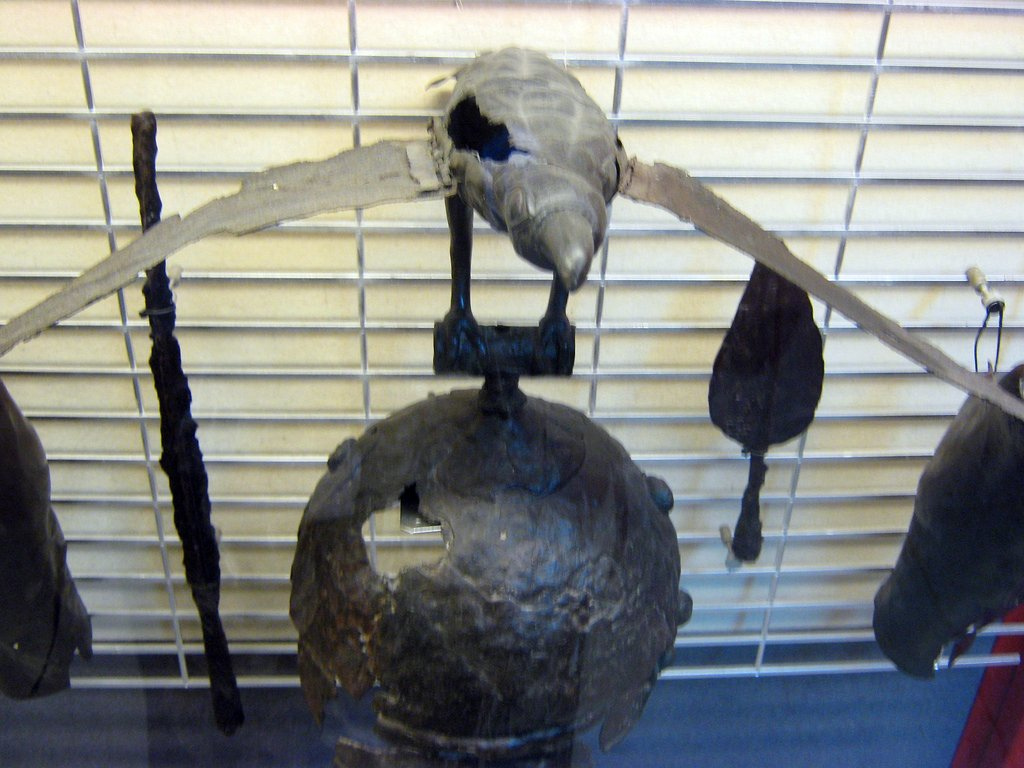
El casco celta de Ciumeşti, cerca de Satu Mare, un casco tótem de cuervo de la Edad del Hierro, fechado en torno al. Un casco similar aparece en el caldero de Gundestrup, llevado por uno de los guerreros a caballo

### Casco de Ciumeşti
Una de las piezas más conocidas y reproducidas del arte celta es el casco encontrado en la tumba de un jefe guerrero en Ciumeşti (distrito de Satu Mare). El casco de Ciumeşti es semirredondo, con un protector de cuello, y fue martillado a partir de una sola placa de bronce, con las piezas de las mejillas atornilladas después. En la parte superior del casco sobresale una espiga de bronce en la que está fijado un cilindro en el que se posa un pájaro. Las patas y la parte inferior de la cabeza están fundidas, mientras que el resto está martillado. Los ojos son de marfil amarillo con una pupila de esmalte rojo, fijada con betún. En total, el ave mide 33 cm de longitud y tiene una envergadura de 22,9 cm. Las alas se articulaban, de modo que se agitaban hacia arriba y hacia abajo cuando el portador se movía.
El pájaro, ya sea cuervo, águila o halcón, es un conocido tótem celta. La representación del ave de presa planeando sobre el casco de Ciumeşti tenía un profundo significado sobrenatural, ya que en el mundo de los celtas de La Tène se basa en las amplias pruebas documentales que avalan las especiales asociaciones rituales de las aves. El caldero de Gundestrup, en Copenhague, también representa una cresta de ave sobre los cascos.

Wilcox y McBride mencionaron que su ilustración del casco de hierro del guerrero galo del periodo medio de La Tène había sido reconstruida sobre la base del casco de Ciumeşti.

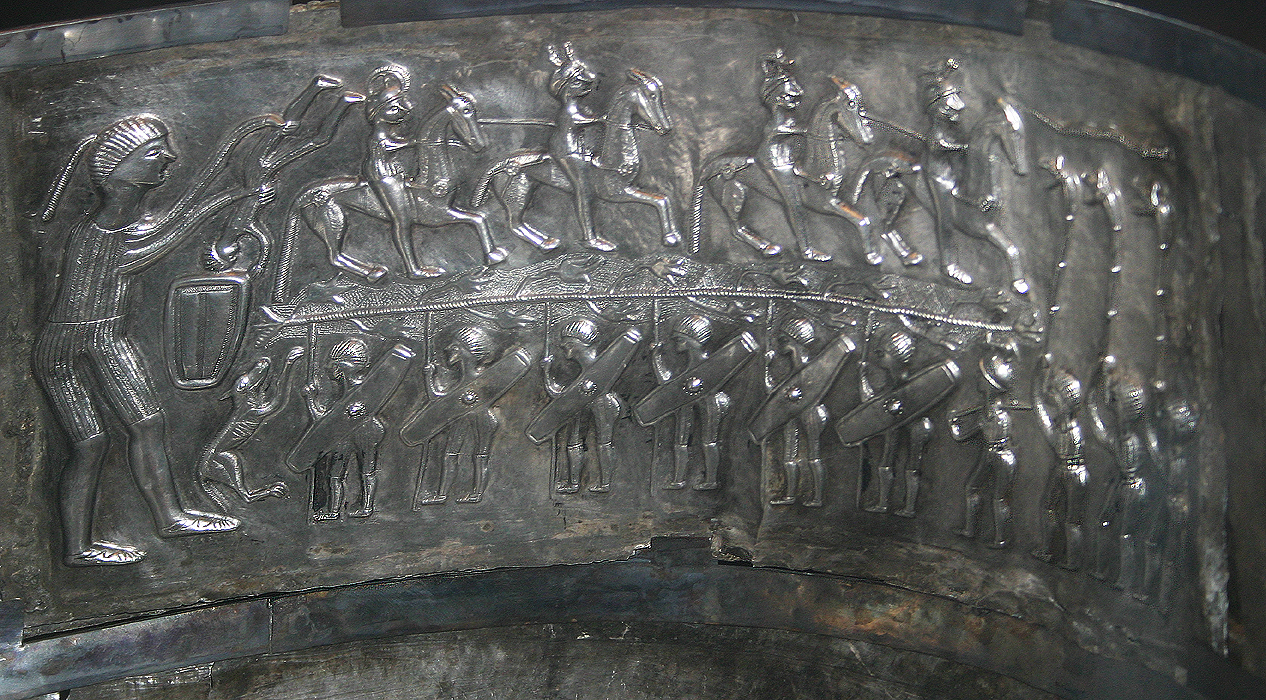
Panel interior del caldero de Gundestrup. Una de las escenas ofrece un buen paralelismo con el casco de Ciumesti

### Otros cascos de Transilvania
También se han encontrado otros cuatro cascos de bronce o hierro en la zona intracarpática, en Silivas (distrito de Alba), Apahida (distrito de Cluj), Ocna Mureş (distrito de Sibiu) y Valea Haţegului (distrito de Hunedoara). Todos estos cascos son del estilo Waldalgesheim desarrollado por La Tène y datan del periodo en que los ejércitos celtas semivictorios regresaron de la península balcánica y se asentaron en la llanura panónica y en Transilvania.
Los cascos con crestas reforzadas son típicamente celtas orientales y pueden rastrearse a partir de los márgenes occidentales del territorio taurisco en Mihovo, para ser utilizados posteriormente por los escordiscos en Batina y en toda Transilvania (Apahida, Ciumeşti).

### Otros objetos de arte celta

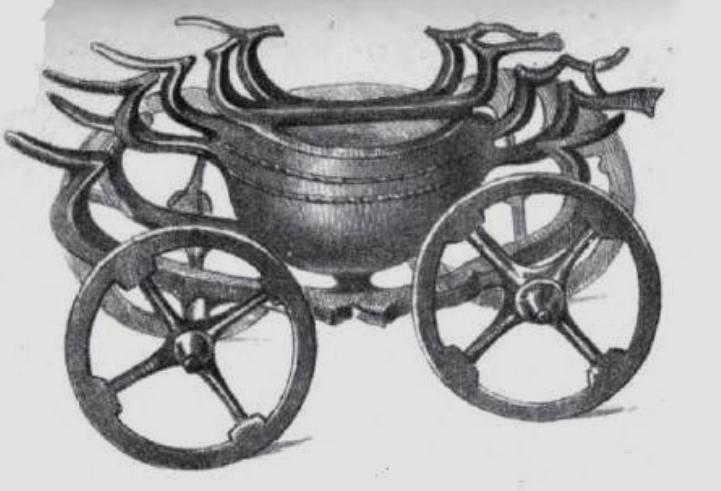
El caldero con ruedas o kesselwagen de Orăştie, utilizado como urna crematoria durante la última Edad del Bronce celta

En Orăştie se encontró un caldero con ruedas o kesselwagen, utilizado como urna crematoria durante el último periodo ritual de la Edad del Bronce celta. Este es arrastrado, en teoría, por grupos de aves acuáticas.

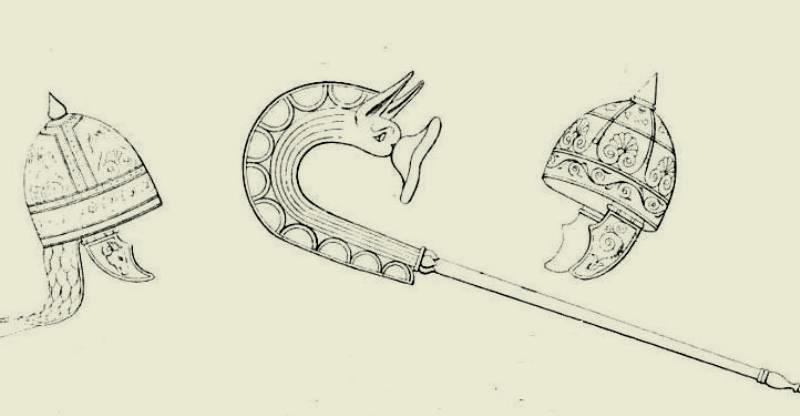
La trompeta de guerra dacia, tal y como aparece en la columna de Trajano en Roma 116 d.C., es un carnyx de estilo celta

Un tipo de moneda de Ciumeşti muestra a un guerrero con un escudo de jabalí en su casco.
La trompeta de guerra dacia, tal y como aparece en la columna del romano Trajano en Roma en el año 116 d. C., es un carnyx de estilo celta.

### Estilo Plástico
En el equipo de los guerreros de Pişcolt se encuentran diseños ornamentales en alto relieve, conocidos como «Estilo Plástico», que incluyen un escudo con empuñadura y umbo ornamentados, así como una espada en una vaina ornamentada con trazos de un motivo de pareja de dragones. Este motivo es uno de los temas genuinamente paneuropeos del arte temprano de La Tène y se encuentra adornando el extremo superior de las placas frontales de las vainas desde el sureste de Gran Bretaña hasta Transilvania.

### Influencias del estilo tracio/dacio en las obras celtas

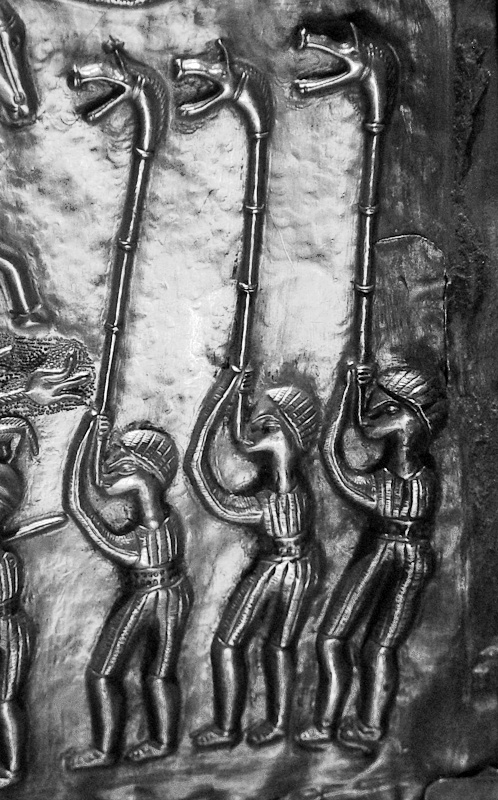
Figuras con cuernos/carnyx en el caldero de Gundestrup

Desde al menos el siglo III a. C., la indudable interacción entre el mundo celta de La Tène y el dacio puede considerarse como una influencia tracia/dacia en las obras de artesanía celta, o incluso en las importaciones procedentes de estas regiones. Tal influencia puede verse en el gran anillo de plata de Trichtingen, cerca de Stuttgart. La plata no es el medio principal de la artesanía de alto nivel en el mundo celta, pero es característica de la metalurgia tracia/dacia.
Además, el casco de Ciumeşti y numerosos artefactos posteriores hechos parcial o totalmente de plata (fíbulas o placas de cinturón), demuestran claramente la interacción entre las escuelas tracias y dacias de metalistería ornamental con la tradición celta de La Tène.
Numerosos estudios sobre las representaciones del caldero de Gundestrup ofrecen análisis comparativos de las tradiciones celtas y tracias. Las imágenes del caldero tienen muchos rasgos comunes al corpus artístico celta y tracio, mientras que los motivos de animales exóticos sugieren una influencia oriental. Aunque el diseño tiene rasgos de la creencia y la iconografía celtas, parece haber sido fabricado por herreros tracios en Dacia o Tracia, en la región del bajo Danubio, según sus propias tradiciones. El caldero pudo haber sido encargado por algún miembro de la comunidad celta.

## Sociedad

### Moneda
Los símbolos mitológicos aparecen en las primeras monedas celtas, acuñadas en Transilvania. Esto daría lugar a la acuñación de monedas celtas posteriores en otros lugares que se consideran obras de arte en miniatura. Las evidencias de la cultura Hallstatt en Dacia, así como el dominio político y económico de los celtas, sugieren que fueron los celtas, y no los dacios, quienes acuñaron estas monedas de plata basadas en las tetradracmas macedonias de Filipo II (382-336 a. C.). Según Zirra, esta teoría está respaldada por el numismático C. Pedra, quien sostiene que los celtas de Dacia empezaron a acuñar monedas entre mediados del siglo III y mediados del siglo II a. C., tras lo cual, las acuñaciones autóctonas duraron hasta las primeras décadas del siglo I a. C..

### Religión

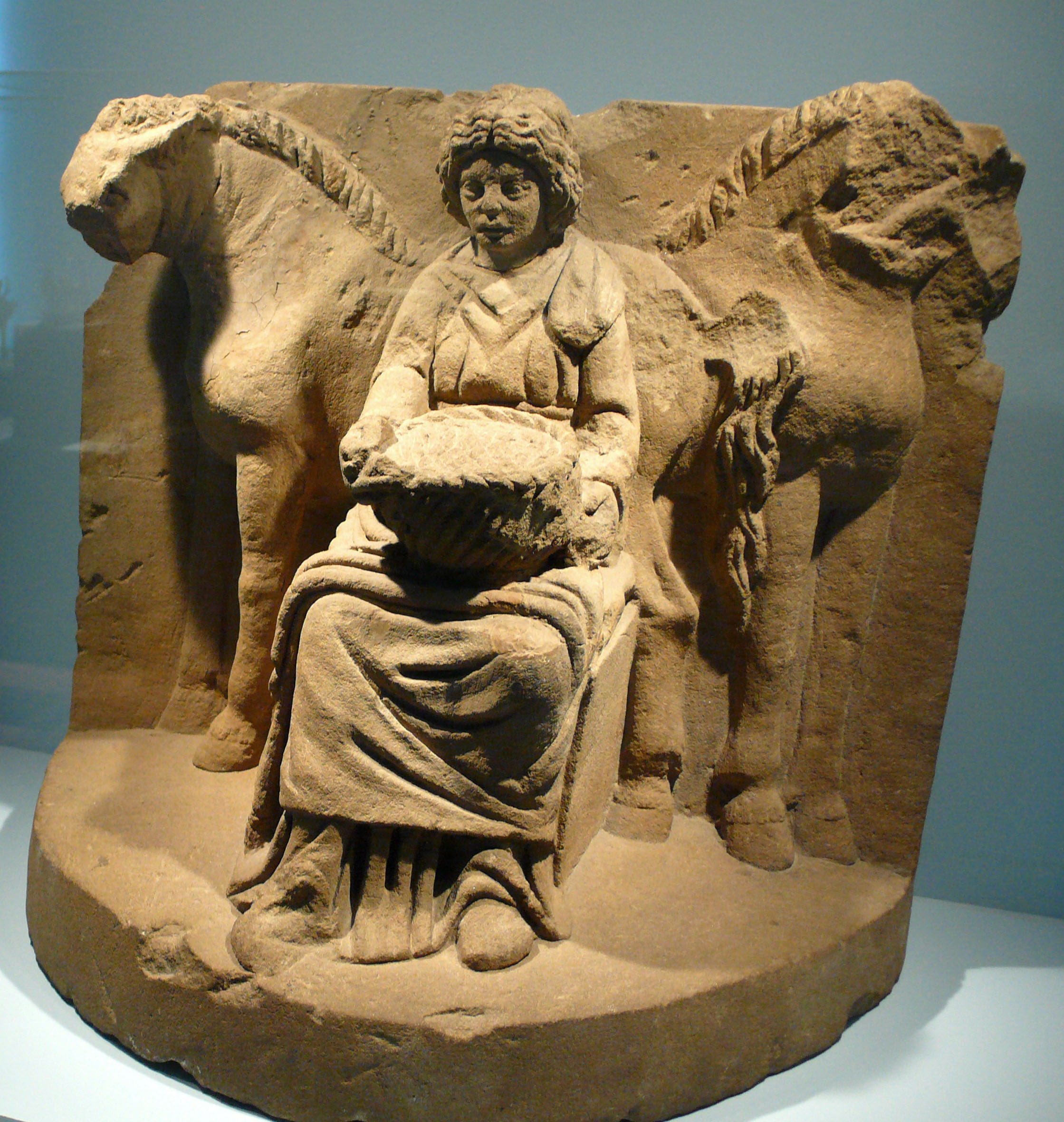
Epona en el Museo Histórico de Berna, el culto celta más importante atestiguado en la Dacia romana,

La clase sacerdotal dacia puede haber influido en los druidas de los celtas, ya que Hipólito de Roma (170-236 d. C.) afirma que los druidas adoptaron las enseñanzas de Pitágoras por mediación de Zalmoxis.
El panteón de la Dacia romana incluye divinidades celtas traídas a la provincia por elementos militares y civiles. El culto celta más importante atestiguado en la nueva provincia es el de la diosa de los caballos Epona. Los epítetos específicos en su honor, como Augusta, Regina y Sancta, se encuentran en inscripciones de Alba Iulia, en el lugar del antiguo asentamiento de Apulon (Apulum en latín).
El ciervo Cernunnos, uno de los grandes dioses de los celtas, también era conocido en la zona según dos testimonios, uno de los cuales lo llama Iupiter Cernenus, nombre que no se encuentra en ningún otro lugar del Imperio. Sin embargo, Cernunnos también tiene atribuciones funerarias, no solo como protector de las tumbas, sino también como dios psicopompo.
En la Dacia romana también se registran referencias a Apolo Grannus y Sirona, divinidades muy extendidas en la Galia y en el Alto Danubio como protectores de la salud.

### Idioma
Dos de los sesenta nombres de plantas dacios conocidos se consideran de origen celta, propeditla ‘potentilla’ (en galo pempedula, en córnico pympdelenn, en bretón pempdelienn) y dyn ‘ortiga’.
La nomenclatura celta tiene el mismo peso onomástico que la de los cultos celto-germánicos en la religión de la Dacia romana.